# Indigofera gairdnerae
Indigofera gairdnerae är en ärtväxtart som beskrevs av Baker f. Indigofera gairdnerae ingår i släktet indigosläktet, och familjen ärtväxter. Inga underarter finns listade i Catalogue of Life.